# 豊川炭鉱馬車鉄道
豊川炭鉱馬車鉄道（とよかわたんこうばしゃてつどう）は山形県米沢市より東置賜郡赤湯町および豊川炭鉱を結ぶ計画を立てた鉄道会社および鉄道路線である。

## 概要
山形県西置賜郡豊川村高峰の豊川炭鉱より産出される亜炭の輸送と米沢-赤湯間の旅客輸送を目的に1888年（明治31年）に県に申請書が提出された。これは県道上に軌道を敷設する馬車軌道で米沢市上花沢信濃町より窪田村、六郷村 を経由し小松町に至る路線と上小松より犬川、豊田村を経て長井町に至る路線であった。11月になり米沢から赤湯まで建設中の奥羽線開通時には軌道を撤去することの条件付きで特許状が下付された。翌年1月11日に創業総会が開催されそこで役員を決定し郡会町議員の蔵田国治が社長に就任した。この豊川炭鉱鉄道株式会社は 資本金5万円、本社を米沢市立町に設置し、運輸業に併せ採炭業を目的としていた。ところで社長の蔵田は同年に株式会社化された米澤新聞社の取締役でもあり米澤新聞社の専務の高野義雄も役員を兼任していた。そして米澤新聞により進捗状況が報道され7月15日に米沢停車場-糠野目間の開業認可。近日中（9月2日）に赤湯まで全通とつたえている。さらに軌道が完成していたにもかかわらず旅客輸送をしていなかったがそれに対する風説を打ち消す為に、馬車鉄道は米沢-赤湯間の奥羽線工事のレンガ輸送を請け負っており株主の利益を考え旅客輸送よりも運輸収入のよい貨物輸送に注力した。また単線故に旅客輸送する余裕がなかったが工事が落ち着けば旅客輸送を開始できるであろうとつたえている。
その後の詳細は不明であるが、1900年（明治33年）4月21日に奥羽線が米沢 - 赤湯間を延伸開業すると会社は解散した。
なお『川西町史』には県に提出された申請書が掲載されておりこの馬車鉄道の計画の断片を垣間見ることができる。
- 軌間
  - 762mm
- 駅
  - 米沢上花沢信濃町 - あら町 - 中田 - 窪田 - 糠野目 - 筑茂 - 大橋 - 赤湯
- 車両
  - 客車は木製4輪車、長さ7尺、定員12名。貨車は木製4輪車。長さ6尺